# Святочная нечисть

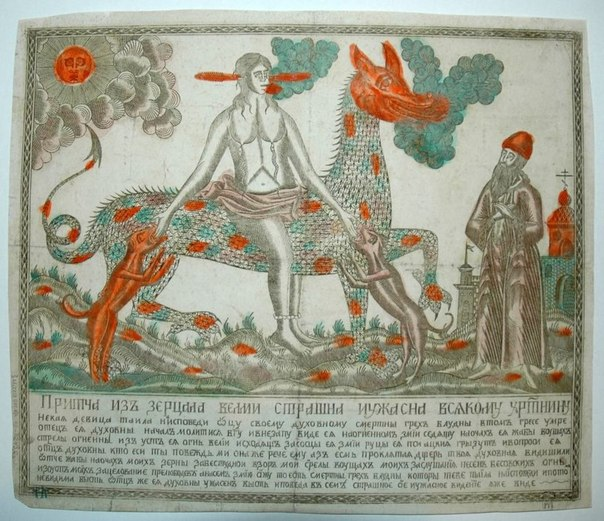
Огненный змей лютует накануне Крещения

Святочная нечисть (святочные духи) — нечистая сила, появляющаяся в «переломный» период зимнего солнцестояния. Считалось что они начинают ходить на второй день Рождества (Коляды), а в день Крещения после вечерни исчезали. По севернорусским поверьям, разгул бесовской рати приходится на вторую неделю Святок.

## У славян
Святки считались опасным периодом, который принадлежит потусторонним силам, — это один из основных мотивов общеславянской святочной мифологии. По поверьям, Бог, радуясь рождению Сына, выпускает с «того света» души умерших и всех чертей на волю. К категории «святочных» духов на Русском Севере причислялись шуликуны, куляши, свя́тке. Они начинали ходить на второй день Рождества, а в день Крещения после вечерни исчезали. В канун Нового года, как считалось, пробуждаются и мертвецы; принимая вид животных, они расхаживают по земле (Владимирская область). По свидетельствам с Русского Севера, нечистое время длится с Николы зимнего до Крещения: в это время «сатана повелевает своим слугам ходить по земле и предсказывать людям их судьбу».
В южнорусских областях полагали, что ведьмы, оборотни, черти вредят людям уже в рождественский вечер; тогда «нечистые прилетают на землю, ведьмы скрадывают месяц и звёзды». В Сокальском уезде (Львовщина) верили, что в святочные вечера злые духи снуют по улицам и дворам и могут отомстить нарушителям запретов на работу. Белорусы на время святок закрещивали сундуки с одеждой, иначе бы её похитили души некрещеных детей, «которые распускаются из ада на гулянье».
У южных славян к святочной нечисти относятся караконджулы и върколаки, появляюшиеся на земле в период между Рождеством и Крещением. Караконджулы выходят из воды накануне Рождества и возвращаются в воду в день Крещения. Эти вредоносные духи преследует на улице поздним вечером и детей, и взрослых, пытаются выманить людей из их домов, заводят человека на бездорожье, затаскивают свою жертву в воду и вредит другими способами. Во время святок люди, выходя из дома, клали в карман чеснок или хлеб с солью как оберег от караконджулов; для защиты жилище закрывали дымоход, держали плотно закрытыми окна и двери. Накануне Рождества и Нового года оставляли на ночь на столе обильное угощение для караконджула, чтобы задобрить его.
В Сербии и Болгарии известны верования о том, что караконджулами становились «нечистые покойники»: люди, которые умерли или родились в период святок; умершие в любое время некрещеные младенцы; самоубийцы; умершие девушки и юноши, не успевшие при жизни вступить в брак.
Святочницы — ужасные существа, чьё тело полностью покрыто волосами — ходили по селениям только в Святки (что следует из их названия). Говорили, что святочницы предпочитают заброшенные и неосвящённые дома и бани, речью не владеют, зато пляшут и бессловесно поют. По ещё более любопытным преданиям, святочницы — кокетки и очень любят разнообразные украшения.
Вештицы — горбатые косоглазые старухи с волосатыми ногами и крючковатым носом. Вештицы  наводили порчу, осадки и голод, забирали у коров молоко и могли вселиться в животное или человека. Защита от вештиц заключалась в благословении всех действий.
По болгарским верованиям, невидимые существа инджерлии, появляющиеся в святочный период, по ночам выдают себя звуками музыки и движущегося свадебного поезда.
Для защиты от святочной нечисти или из боязни вызвать их недовольство крестьяне соблюдали ряд запретов, предписаний и правил
поведения. Так после праздничных трапез запрещалось убирать на ночь остатки еды, особенно кутью; её оставляли для душ умерших родственников. Готовя еду, нельзя было её пробовать, стучать ложкой о край горшка, мешать кочергой головешки в печи; сидя за столом, одно место следовало оставить свободным для «души», «странника», «ангела» (укр., бел., пол., словац.). Во время ужина не стоило дуть на ложку с горячей пищей, часто вставать и вновь садиться, пользоваться ножом, поднимать упавшую ложку, ставить локти на край стола, шуметь, голой рукой дотрагиваться до печи и т. п. В течение всего святочного периода или в период с Рождества до Васильева дня нельзя было подметать и выносить мусор из дома, чтобы «не вынести свою удачу» (бел.); дотрагиваться до посевного зерна, иначе оно «замрёт» и не даст урожая (пол. жешов.); выливать воду за порог, «чтобы не облить души» (пол., Поморье); оставлять в доме прялку, веретено и ткацкий стан (о.-слав.). Строго соблюдались запреты шить, вязать, вить, мотать, крутить, прясть, ткать, стирать, рубить, резать, колоть шилом, иначе на свет появятся увечные новорожденные дети и приплод у скота. У южных славян считалось опасным выходить из дома после захода солнца, особенно беременным женщинам; женщины по вечерам старались не называть себя и друг друга по именам; не выгребали пепел и сгоревшие угли из очага. Супругам следовало избегать половой близости, чтобы зачатые в это время дети не стали упырями.

## В Европе
Ещё одним злым духом, проживающим уже в Австрии был Томерль, ходивший по Земле с 21 декабря (см. День святого Томаса) с Книгой Смерти в руке. Изображали его то как чудовище с девятью головами, то как огромную свиную голову с двенадцатью курительными трубками во рту или даже старика с раздвоенной бородой в чёрном плаще. Заходя в дом, он записывал имя кого-нибудь из присутствующих в Книгу, что означало для несчастного смерть. Австрийцы оберегались от Томерля скрещенными вилами и мётлами либо задабривали его яйцами и специальным печеньем.